# John Stow
John Stow, anche Stowe (1524/25 – 5 aprile 1605), è stato uno storico e antiquario inglese.
Scrisse una serie di cronache della storia inglese, pubblicate dal 1565 in poi con titoli come The Summarie of Englyshe Chronicles, The Chronicles of England e The Annales of England ; e anche A Survey of London (1598; seconda edizione 1603). A.L. Rowse lo ha descritto come "uno dei migliori storici di quell'epoca, infaticabile nei lavori che ha affrontato, preciso e coscienzioso, accurato - soprattutto dedicato alla verità".